# Нове Котліце
Нові Котлиці (пол. Nowe Kotlice) — село в Польщі, у гміні Собкув Єнджейовського повіту Свентокшиського воєводства.
Населення — 230 осіб (2011).
У 1975-1998 роках село належало до Келецького воєводства.

## Демографія
Демографічна структура на день 31 березня 2011 року:
|          | Загалом | Допрацездатний вік | Працездатний вік | Постпрацездатний вік |
| -------- | ------- | ------------------ | ---------------- | -------------------- |
| Чоловіки | 118     | 22                 | 89               | 7                    |
| Жінки    | 112     | 25                 | 62               | 25                   |
| Разом    | 230     | 47                 | 151              | 32                   |